# País Vasco francés

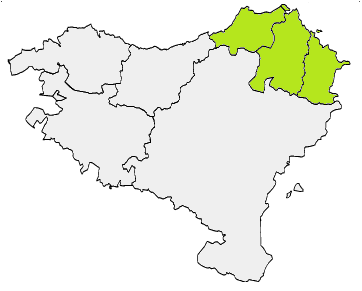
El País Vasco francés (en verde) en el mapa de Euskal Herria. De izquierda a derecha, las provincias de Labort, Baja Navarra y Sola.

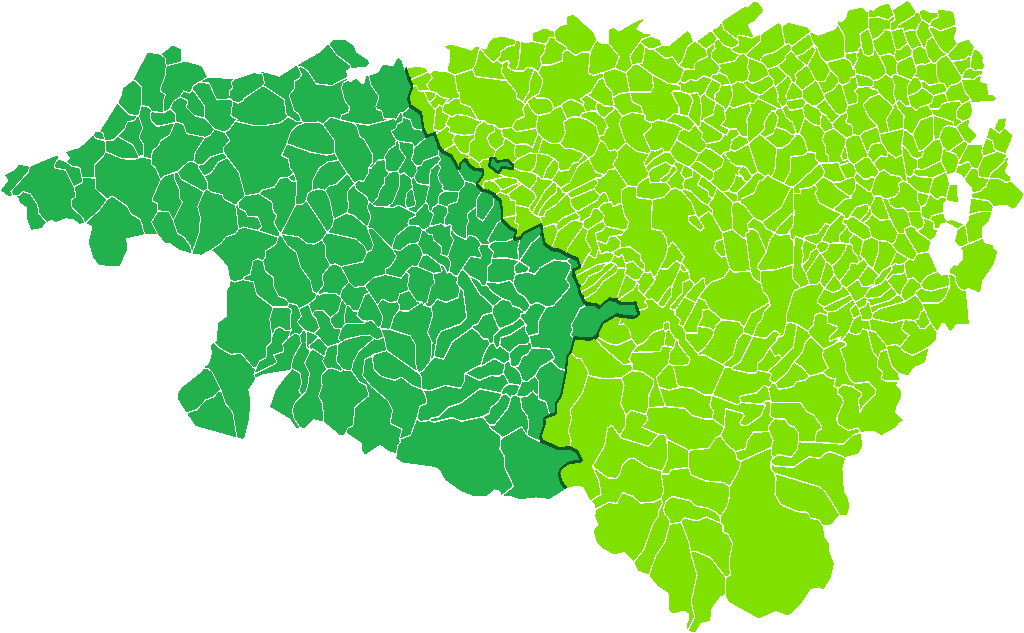
Situación del País Vasco francés en el departamento de Pirineos Atlánticos en verde oscuro. El otro territorio corresponde al Bearne.

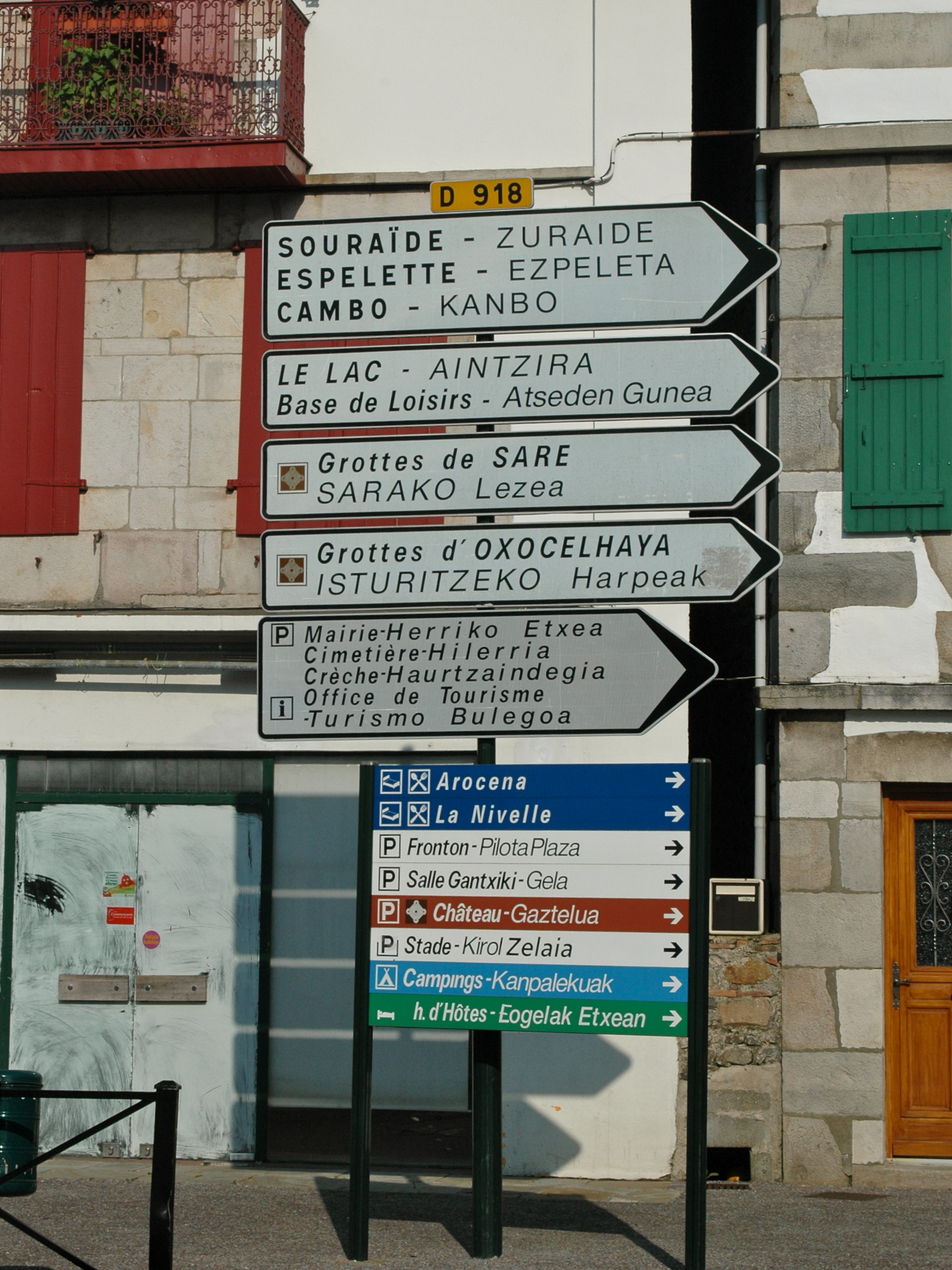
Señalización bilingüe francés-euskera en Saint-Pée-sur-Nivelle

El País Vasco francés (en euskera: Iparralde; en francés: Pays basque français) o País Vasco norte (en euskera: Ipar Euskal Herria; en francés: Pays basque nord), por contraposición al País Vasco español, es una región cultural, lingüística y étnica situada en el departamento francés de Pirineos Atlánticos, limítrofe con Guipúzcoa y Navarra. Cuenta con alrededor de 300 000 habitantes en 2020 y la ciudad más poblada es Bayona.
Si bien en las zonas urbanas se habla mayoritariamente francés, en las zonas rurales, poco pobladas, la lengua materna de la mayoría de la población es el euskera. Los dialectos autóctonos son el navarro-labortano y el suletino.  Está compuesto por tres regiones: Labort (en euskera: Lapurdi), Baja Navarra (en euskera: Behe Nafarroa) y Sola (en euskera: Zuberoa). Administrativamente, se organiza en la Comunidad de aglomeración del País Vasco (en euskera: Euskal Hirigune Elkargoa; en francés: Communauté d'agglomération Pays Basque).

## Geografía
Limita al norte con el departamento de Las Landas (en gran parte la frontera la forma el río Adur), al este con la región histórica de Bearne, al sur con España, cuya frontera natural la forman el río Bidasoa y sobre todo los Pirineos (provincias de Guipúzcoa y Navarra), y al oeste con el mar Cantábrico.

## Territorio

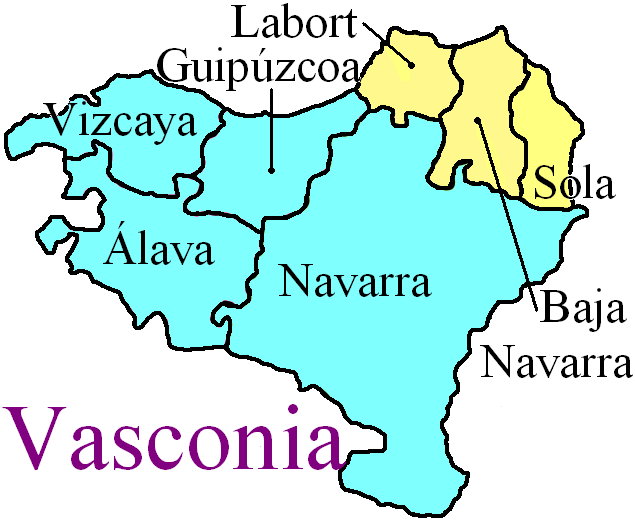
En amarillo las tres entidades que forman el País Vasco francés.

El departamento de los Pirineos Atlánticos se divide en tres distritos: el Distrito de Bayona, el Distrito de Oloron-Sainte-Marie y el Distrito de Pau. El País Vasco francés comprende por completo el de Bayona y el cantón de Montaña Vasca en el de Oloron-Sainte-Marie. Además, el País Vasco francés incluye territorios de Bearne: Esquiule (en el cantón de Oloron-Sainte-Marie-1).
El País Vasco francés abarcaba tres territorios históricos existentes antes de la división departamental de Francia en 1789, con ciertas modificaciones:
- Labort (en francés: Labourd, en euskera: Lapurdi y en gascón: Labord). Bayona se considera convencionalmente parte de Labort, pero dejó de pertenecer a este en el siglo XIII. Municipios que se consideran parte de Lapurdi y que forman parte de los «Consejos de Electos y Desarrollo del País Vasco francés», pero que no pertenecieron al Lapurdi histórico, son Boucau (perteneciente al departamento de Las Landas hasta 1857) y Bardos, Guiche y Urt (unidos administrativamente a Lapurdi en 1763, pero dependiendo judicialmente del senescalado de Came (Bidache). Lapurdi se encuentra en su totalidad en el distrito de Bayona.
- Baja Navarra (en francés: Basse-Navarre, en euskera: Behe Nafarroa y en gascón: Baisha Navarra). Municipios que se consideran parte de la Baja Navarra y que forman parte de los Consejos de Electos y Desarrollo del País Vasco francés, pero que no pertenecieron históricamente a Navarra, son Arancou, Came y Sames (comunas dependientes del senescal de Dax durante el Antiguo Régimen y no a Navarra) y Bidache (el territorio de esta comuna constituía durante el Antiguo Régimen un «principado soberano», no perteneciente a Navarra). Por otro lado, Escos (localidad del cantón de Salies-de-Béarn) se considera habitualmente como no perteneciente a la Baja Navarra, si bien perteneció a Navarra durante el Antiguo Régimen. Tampoco ha ingresado en los Consejos del País Vasco francés. La Baja Navarra se encuentra en su totalidad en el Distrito de Bayona.
- Sola (en francés: Soule, en euskera: Zuberoa y en gascón: Sola). A Esquiule (comuna bearnesa durante el Antiguo Régimen) se la incluye habitualmente en la lista de poblaciones suletinas, al ser su población históricamente vascófona. Sin embargo, formó parte de Bearne y no ha solicitado su ingreso en los Consejos del País Vasco francés. El País de Sola se encuentra dividido entre el distrito de Bayona y el de Oloron-Sainte-Marie, donde se halla la mayor parte de sus comunas. Estas 35 comunas suletinas del Distrito de Oloron-Sainte-Marie forman una mancomunidad de municipios, la «Communauté de Communes de Soule-Xiberoa» (en suletino: Xiberoko Herri Alkargoa).

### Ciudades
La ciudad más importante del territorio es Bayona (en francés: Bayonne, y en euskera y en gascón: Baiona), la antigua Lapurdum romana, nombre del que derivan los topónimos Labort, Lapurdi o Labourd, y forma junto con Biarritz y Anglet (en euskera: Angelu) la comunidad de aglomeración de Biarritz-Anglet-Bayona (BAB), el espacio urbano más poblado del territorio. Es la capital política de su subprefectura y económica de una región más amplia, que abarca el País Vasco francés y el sur de Las Landas. Otras localidades importantes son San Juan de Luz (en francés: Saint-Jean-de-Luz y en euskera: Donibane Lohizune), Hendaya (Hendaye o Hendaia), San Juan Pie de Puerto (Saint-Jean-Pied-de-Port o Donibane Garazi), capital de la Baja Navarra, y Mauleón (Mauléon o Maule), capital de Sola.

## Población
En el País Vasco francés viven, según datos de 2001, unos 260 000 habitantes, la mayor parte de los cuales se concentran en las zonas costeras. Así, 220 000 se encuentran en el territorio de Labort. Los territorios interiores de la Baja Navarra y Sola se están vaciando, mientras que la población labortana va en ascenso, especialmente en el área de la conurbación (Communauté d'agglomération) BAB (Bayona, Biarritz y Anglet), cuya población ronda los 110 000 habitantes.

## Proposición de reforma institucional
En contestación a las reivindicaciones nacionalistas del País Vasco francés, se ha producido una evolución institucional lenta, pero continua.
Por orden de 29 de enero de 1997 del prefecto de Pirineos Atlánticos, se reconoció un “País Vasco” con categoría administrativa francesa de organización geográfica (Pays), en aplicación de las leyes denominadas: Ley Pasqua, de 4 de febrero de 1995, y Ley Voynet, de 25 de junio de 1999, basadas dichas leyes en la noción de país tradicional, como pertenencia social a un lugar, cultura, etc., promoviendo con ello la organización y el desarrollo del territorio de manera global.
La creación de una institución propia de mayor enjundia que la que representaba la organización geográfica de pays y más específicamente de un Departamento vasco, ha sido una constante a lo largo de las últimas décadas por parte de cargos electos de los principales partidos políticos con representación, como el Partido Socialista Francés,  Los Republicanos y los partidos nacionalistas. El 64 % de los alcaldes vascofranceses apoyan dicha creación. La Association des Elus es una asociación que agrupa tanto a cargos políticos como consejeros regionales, consejeros generales y alcaldes del País Vasco francés, de ambos espectros políticos, cuya finalidad es la de conseguir la división del departamento de Pirineos Atlánticos en un departamento vasco y otro bearnés.
En 1994 se creó el Consejo de desarrollo del País Vasco, y en 1995 el Consejo de electos del País Vasco.
El 15 de enero de 2005 se creó la Euskal Herriko Laborantza Ganbara, cámara para la representación y promoción de los intereses de ganaderos y agricultores del Pays Basque, impulsada por el sindicato agrario Laborarien Batasuna. Inicialmente esta institución no fue reconocida y su funcionamiento fue ilegal. Actualmente, su funcionamiento está regularizado y recibe subvenciones del Consejo regional de Aquitania.
En 2012, el gobierno francés propuso la creación de una Mancomunidad única para todas las localidades del País Vasco francés, poniendo para ello dos condiciones: ser aprobada al menos por la mitad de las 158 comunas del territorio histórico y que estos representen, como mínimo, a la mitad de los cerca de 300 000 habitantes de dicho territorio histórico. Tras un proceso de consultas municipales, el 2 de mayo de 2016 se cumplieron ambas condiciones.
El 1 de enero de 2017 se creó la Comunidad de aglomeración del País Vasco, una institución pública de cooperación intercomunal (EPCI), que lo promueve a un nivel mayor de autonomía, con categoría administrativa francesa de estructura administrativa territorial oficial con mayores competencias que las de un Pays, y menores que las de un departamento francés. La Comunidad de aglomeración está formada por la unión de diez mancomunidades y 157 de las 159 comunas vascas más una bearnesa.

## Historia

### Prehistoria
Los restos humanos más antiguos que se conocen en el territorio del actual País Vasco francés son aproximadamente de hace 150 000 años. Se han encontrado algunas viviendas en las terrazas del río Adur, precisamente en Ilbarritz (Bidart), Saint-Pierre-d'Irube y Mouguerre. En el Paleolítico medio (hace 70 000-100 000 años), los que habitaban estas tierras eran hombres de Neanderthal. Al principio vivían al aire libre y después en cuevas, como, por ejemplo, la de Isturits. En el Paleolítico superior (hace 9000-50 000 años) aparecieron los hombres de Cromagnon.
Se han encontrado muchos objetos de arte de la época magdaleniense (hace 9000-14 000 años) en Isturits.
El objeto más conocido que se ha encontrado es un hueso de pájaro con tres agujeros en forma de chistu. Hacia el Mesolítico, el ser humano comenzó a vivir fuera de cuevas, a pesar de que éstas siguieron utilizándose mucho tiempo después. Además, durante esta época se descubrieron la cerámica, la agricultura y la cría de ganado.
En el Neolítico (4000-3000 a. C.) llegaron a la región nuevas técnicas para el uso de metales y para la agricultura.

### La época romana
Los pueblos de Aquitania fueron vencidos en el año 56 a. C. por el hijo de Marco Licinio Craso, teniente de Cayo Julio César. Este último y el geógrafo e historiador Estrabón distinguían claramente a los aquitanos de los galos por el idioma.
A finales del siglo III, con la reforma administrativa del emperador Diocleciano, se dividió en tres la provincia de Aquitania (ampliada hasta el río Loira) y nueve de las civitates de diferentes tribus de la región conformaron la Novempopulania o Aquitania novempopulana, también conocida como Aquitania III como provincia romana del bajo imperio romano. Su nombre significa en latín los nueve pueblos, al hacer referencia a la composición de las nueve tribus principales que la habitaban:
- los tarbelos (Tarbelli) habitaban la costa del Labort a la Chalosse, en torno a Aquae Tarbellicae (Dax)
- los auscos (Auscii) en el Gers y la ciudad de Elimberrum (Auch)
- los bigerriones (Bigerri o Bigerriones) de Bigorre en Turba (Tarbes)
- los cónvenos (Convenae) en el Comminges, Lugdunum (Saint-Bertrand-de-Comminges)
- los consoranos (Consorani) que ocupaban Couserans (Saint-Lizier)
- los lactorates de Lomagne, Lactura (Lectoure)
- los elusates, en el bajo Armañac con la ciudad de Elusa (Eauze)
- los vasates (Vassei o Vocates) en el sureste de la Gironda o Bazadais con capital en Cossium (Bazas)
- los boyos (de Boii o Boïates) en el País de Buch habitaban la ciudad de Lamothe (Teich).

La región alcanzó un alto grado de romanización, como atestiguan los numerosos topónimos con sufijos latinos o celtas como -acum, -anum. En el norte del territorio del actual País Vasco francés se multiplican éstos: Loupiac, Gaillan, etc. Sin embargo, en el suroeste del territorio, menos romanizado, abundan topónimos con sufijos de origen euskérico: -ousse, -ous, -ost, -oz, como Biscarrosse y Almandoz, por ejemplo; y en algunas inscripciones aparecen palabras afines al vasco.

### Edad Media
Tras las invasiones germánicas y eslavas que causaron la descomposición del Imperio, la antigua provincia comenzó a conocerse con el término de Wasconia según los textos de cronistas francos, principalmente Fredegario del siglo VI y diferenciada de los territorios transpirenaicos a los que las crónicas posteriores del Cosmógrafo de Rávena denominó de Spanoguasconia.
En el año 418, los visigodos se instalaron en la región gracias a un pacto de federación o foedus acordado con Roma, pero tuvieron que abandonarla a partir de 507 como consecuencia de su derrota frente a los francos merovingios del rey Clodoveo I en la batalla de Vouillé. Tras la muerte de Clodoveo en 511, los herederos de la monarquía merovingia organizaron parte de sus posesiones del norte en torno a las entidades principales de Neustria y de Austrasia bajo el control directo de los soberanos, mientras que una parte del resto de sus posesiones territoriales se organizaban en entidades autónomas dirigidas por los oficiales poderosos del reino: condes, duques, patricios y rectores según la tradicional estructura merovingia de poder descentralizado.
En Wasconia y la periferia pirenaica del Vasconum saltus, las incursiones armadas y los enfrentamientos con los oficiales merovingios se hicieron frecuentes a partir del último tercio del siglo VI. Las crónicas de Venancio citan las luchas mantenidas hacia 580 con el rey franco Chilperico y el comes de Burdeos, Galactorio, mientras que Gregorio de Tours se refirió a las incursiones que tuvo que enfrentar el duque Austrobaldo en 587 con posterioridad a la derrota del duque Bladastes en 574 en Sola.
Los reyes francos Teoderico II y Teodeberto II decidieron constituir en 602 la Marca del Ducado de Vasconia con el que, según considera Iñaki Bazán, ejercer un mejor control tanto militar sobre el área, como de recaudación de impuestos y de administración de la justicia, disponiendo al frente al duque Genial. Más tarde, entre 635 y 638, el rey Dagoberto I emprendió una campaña de represión de los pobladores vascones que permitiría su sometimiento.
En el siglo VIII se formó un segundo ducado de Vasconia autónomo, y a finales del siglo IX Guillermo II de Vasconia se nombró duque de todos los vascones. Años más tarde, Guillermo VIII de Aquitania reunió los ducados de Vasconia y Aquitania (con el condado de Poitiers).
La evangelización del territorio del actual País Vasco francés fue tardía y precaria. A partir del siglo IX y, en parte, gracias a la peregrinación a Santiago de Compostela, se implantó una organización eclesiástica estable y duradera. Los caminos más importantes que se dirigían a Santiago pasaban por la zona, y esto tuvo mucha influencia en el desarrollo de los caminos y las villas del territorio.

### Política e instituciones
Comienzan a surgir pequeñas formaciones políticas en diversos valles pirenaicos, entre ellos, Labort, Sola y los pequeños valles o países que luego formaron la Baja Navarra.
En 1023 Sancho el Mayor de Navarra fundó el vizcondado de Labort, con capital en Bayona, que rindió vasallaje a los reyes de Navarra hasta 1193. Todas las tierras vacantes, bosques y aguas eran del rey y todos tenían derecho de uso, nobles o no. Los nobles no ejercían ningún derecho feudal y la justicia estaba en manos del rey. El Biltzar, la única asamblea existente, se encargaba de repartir los impuestos y las cargas, y sus delegados eran elegidos por los etxeko-jaun de las parroquias. Además, existían asambleas parroquiales que administraban los bienes colectivos de cada parroquia. En 1215, Bayona fue separada de Labort, rigiéndose a partir de entonces por medio de su concejo. Ustaritz fue la capital de Labort desde el final del siglo XII hasta la Revolución francesa. Bayona siguió siendo el centro económico de la zona hasta el siglo XIX. Pero ante todo fue el puerto de Navarra que unía ésta con el norte de Europa.
El vizcondado de Sola fue fundado probablemente por Sancho VI Guillermo, duque de Gascoña. Desde el siglo XII los vizcondes de Sola buscaron la protección del rey de Navarra contra el vizconde de Bearne y el rey de Inglaterra. El Gran Cuerpo era la asamblea donde se reunían la nobleza y el clero, mientras que el Silbiet era la asamblea de todos los etxeko-jaun, similar al Biltzar de Labort.
Los pequeños valles o países que formaban la Baja Navarra quedaron bajo dominio de los reyes de Navarra entre 1194 y 1245. Desde la Edad Media el alcaide de San Juan Pie de Puerto ejercía la autoridad y el Recibidor de Rentas era quien recogía los impuestos y pagaba los gastos. Había una Corte por cada país, similares a los Biltzar o Silbiet, y también existían asambleas parroquiales y de barrios.

### ElRenacimientoy los procesos debrujería

Estandarte del Regimiento de Navarra usado en la Baja Navarra

El siglo XVI fue probablemente para los habitantes del País Vasco francés el más trágico de su historia. El recurrente conflicto franco-español entre 1512 y 1659 y también las Guerras de religión de Francia (1562-1598) sembraron el terror y la miseria.
Por otro lado, las acusaciones que se realizaron en el Parlamento de Burdeos motivaron el envío a Labort del consejero Pierre de Lancre. Este, arrancando confesiones mediante torturas, hizo quemar alrededor de 200 mujeres, niños y sacerdotes. Pierre de Lancre fue el responsable de la caza de brujas en Labort. Pensaba que las mujeres son de naturaleza pecaminosa y que son tan peligrosas que jamás sería capaz un juez en solitario de juzgar a una mujer, porque los hombres son débiles. Decía que se necesitaría un tribunal compuesto por muchos hombres.
Sin embargo, tras superar los desastres sufridos, en el siglo XVII se vivió una especie de renacimiento. Entre otras cosas, Rabelais publicó su Gargantua y Pantagruel y Dechepare escribió el primer texto impreso en euskera.

### Los territorios del País Vasco francés y la monarquía francesa
Con la toma de los castillos de Mauleón y Bayona en 1449 y 1451, respectivamente, Labort y Sola quedaron bajo el dominio de la Corona francesa. Cuando a fines del siglo XVI Enrique III de Navarra subió al trono de Francia (como Enrique IV), la Baja Navarra se incorporó también al patrimonio real francés (tilulándose Rey de Francia y de Navarra).
Con la consolidación del poder real en Francia, se incrementaron los impuestos. En el caso de la Baja Navarra, Enrique III de Navarra y IV de Francia siempre distinguía sus tierras privadas del reino de Francia, por lo que siempre intentó garantizar los derechos de la Baja Navarra y de su nativo y soberano Bearne[cita requerida].

### LaRevolución francesay las guerras napoleónicas
Luis XVI de Francia convocó los Estados Generales del reino de Francia para discutir los problemas de estado. Dicha asamblea reunía a los tres estados: nobleza, clero y pueblo (el tercer estado). En el caso de Labort, los tres estados se reunieron en la iglesia de Ustaritz para elegir delegados para los Estados Generales. El tercer estado eligió a los hermanos Garat como delegados. Redactaron el Cuaderno de Quejas, y los tres estados coincidieron en la mayoría de ellas: insistían en que se garantizaran las características particulares del país, sobre todo el idioma, y en que se restauraran las instituciones. Además, el clero quería un obispo que supiera euskera. Los diputados de Sola redactaron unas quejas similares a los de Labort.
La Baja Navarra no formaba parte del reino de Francia y no envió diputados a los Estados Generales; sin embargo, redactó un Cuaderno de Quejas que envió al rey, donde pedían la derogación de todos los abusos de los Borbones.
Mientras tanto, los Estados Generales proclamaron la Asamblea Constituyente y, a continuación, se abolieron los privilegios de las provincias. El Biltzar de Labort, contrario a estas decisiones, pidió que por lo menos se creara una división administrativa que reuniera a los vascos de las tres provincias vascofrancesas. Sin embargo, siguiendo el propósito de conformar departamentos ajenos a las divisiones políticas e históricas preexistentes (consideradas por los revolucionarios como un elemento que permitía mantener los privilegios de la aristocracia local), en 1790 llegó el proyecto de departamento de Bajos Pirineos, que unía los antiguos países vascos con el Bearne. La reorganización favoreció al obispado de Bayona que pasó a abarcar todo el departamento (a costa de los de Lescar y Oloron que desaparecieron, y de parte del de Dax).
La hostilidad y la desconfianza mutua entre el nuevo régimen y las monarquías europeas llevó a la formación de una Coalición general europea contra la Francia revolucionaria. Al principio, el País Vasco francés quedó al margen del conflicto, pues España se mantuvo neutral, pero en 1793 Francia declaró la guerra a España. El 31 de mayo de 1793, el general español Ventura Caro tomó Hendaya y encontró ciertas simpatías en determinados municipios del sur de Francia. Esto, unido a la aparición de varias rebeliones en otras regiones francesas, provocó un estallido de paranoia en las autoridades. En 1794 los 'representantes del pueblo' Pinet y Cavaignac ordenaron el internamiento de miles de labortanos en campos de concentración, muchos de los cuales murieron. Decían que el euskera dificultaba la difusión de la propaganda revolucionaria y que los vascos eran demasiado católicos y opositores al centralismo revolucionario. La situación política mejoró cuando el general Moncey llevó a los franceses al contraataque en junio de 1794, expulsando a los españoles e incluso entrando en Guipúzcoa. Pinet y Cavaignac pasaron a España para administrar el territorio conquistado, acariciando incluso la posibilidad de anexionárselo a Francia. Tras la caída de Robespierre, el general Moncey logró la destitución de Pinet y Cavaignac, que entretanto habían logrado malquistarse con los guipuzcoanos, de tal manera que estos se lanzaron a una desesperada guerra de guerrillas, antecedente de la de 1808. El 22 de julio se firmó la paz de Basilea y terminó el conflicto, abriéndose un periodo de relativa paz y prosperidad.
Napoleón se atrajo a las masas campesinas vascofrancesas garantizándoles la propiedad de las tierras conseguidas durante la revolución. Cuando Napoleón invadió España, uno de los hermanos Garat le envió varios informes aconsejándole fundar, dentro de la Europa napoleónica, una federación que abarcaría a los vascos del sur y del norte, llamada Nueva Fenicia. Napoleón le encargó un libro sobre los vascos, pero jamás se tomó en serio este tipo de fantasías geopolíticas. Solo pretendía usar a los vascofranceses como 'gancho' para anexionarse Navarra y el País Vasco español. A tal efecto, llegó a crear varios gobiernos militares en el norte de España, como paso previo para la anexión. Uno de ellos cubría Navarra y otro el País Vasco. Sin embargo, la resistencia encarnizada de la población local impidió el proyecto. Los guerrilleros lanzaban ataques incluso al otro lado de la frontera, provocando tensión en el País Vasco francés. En la última fase de la guerra, las fuerzas aliadas dirigidas por Wellington cruzaron el Bidasoa (7 de octubre de 1813) y el País Vasco francés se convirtió en escenario de duros combates hasta la abdicación de Napoleón.

### DelsigloXIXhasta la actualidad

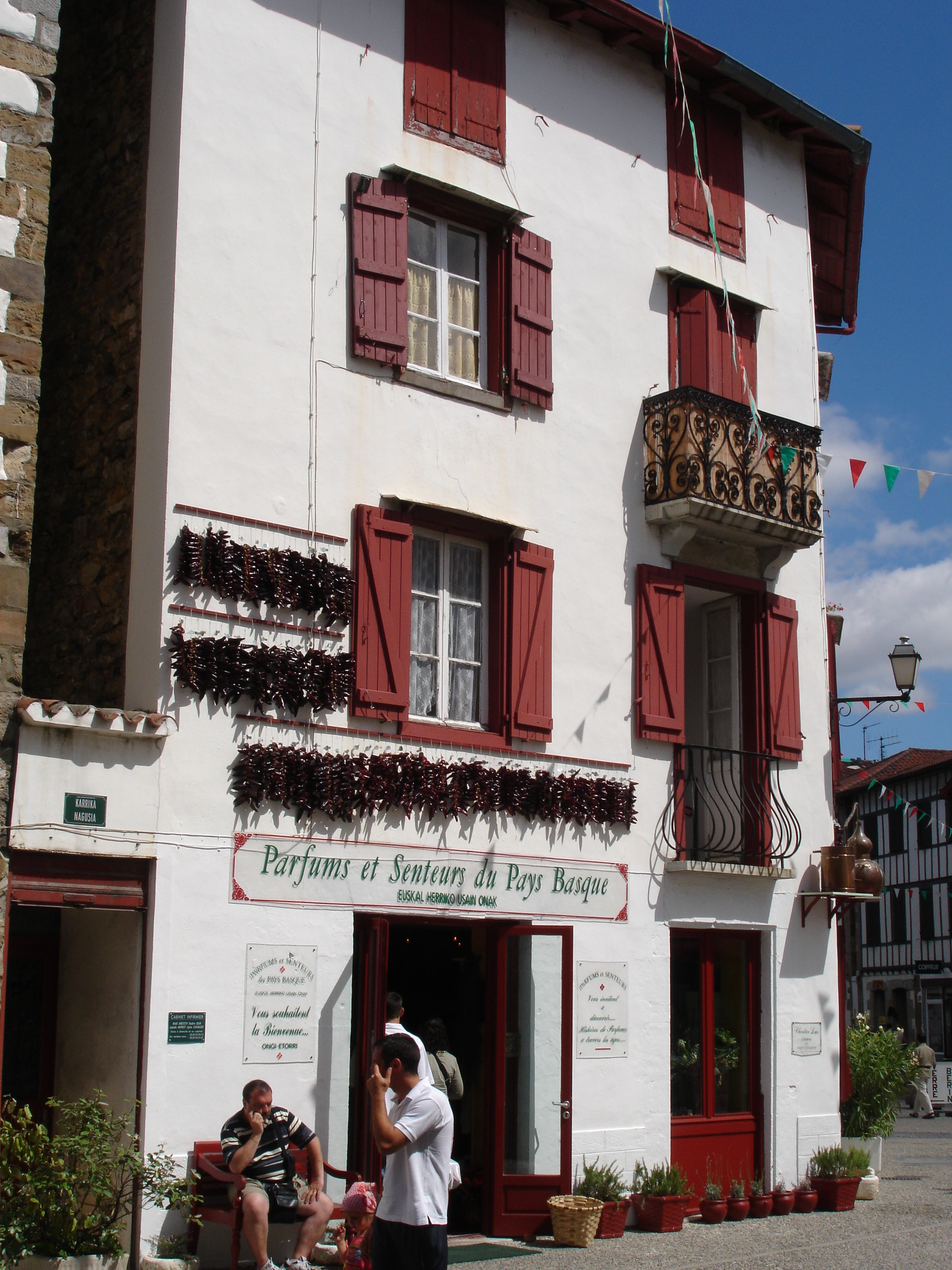
Casa y comercio típicos vascos en Espelette.

Tras la Revolución francesa, la vida política en el País Vasco francés fue escasa; hasta la actualidad se ha mantenido conservadora y muchas veces partidaria de un centralismo francés convencional. Existe también la reclamación por parte de diversos sectores políticos de crear un departamento vasco propio y diferenciado del resto del departamento de Pirineos Atlánticos (nombre que tomó el departamento de Bajos Pirineos en 1969). La emigración a América ha sido el suceso más importante de los últimos 150 años: 150 000 franceses emigraron entre 1857 y 1877, de los cuales 31 000 procedían del departamento de Bajos Pirineos; entre 1885 y 1887 emigraron 25 000 franceses, 5633 de Bajos Pirineos. Argentina, Uruguay y Paraguay fueron el destino de la mayoría de los emigrantes. También hubo quien emigró a Chile. A mediados del siglo XIX, sin embargo, fue la fiebre del oro en California la que incitó a los vascos a emigrar.
En 1857 llegó el ferrocarril a Bayona, en 1864 a Hendaya. Además, Napoleón III y su mujer veraneaban en Biarritz. Fue el principio del turismo. La Primera Guerra Mundial (1914-1918) dejó una profunda huella en el País Vasco francés: 6000 muertos y una marcada influencia del nacionalismo francés.
Durante este último siglo, el País Vasco francés ha caído en una penosa situación económica (debido al decaimiento de las actividades económicas tradicionales), demográfica y cultural. La agricultura y la ganadería siguen siendo muy importantes. No obstante, los pueblos del interior se están vaciando. Bayona agrupa casi en su totalidad la industria del País Vasco francés, pero las industrias que giran alrededor del puerto están viviendo momentos difíciles, ya que este es demasiado pequeño. El turismo, en sus comienzos reducido a la costa, está abriéndose hacia el interior, pero todavía es limitado.

## Lenguas
En el territorio del País Vasco francés, toda la población habla francés. Con respecto al euskera, es una lengua minoritaria en este territorio, uno de cada cuatro habitantes es bilingüe, uno de cada diez bilingüe pasivo.[cita requerida]
En el norte y noroeste del País Vasco francés (fundamentalmente la zona del Bajo Adur), además de francés se hablan euskera y gascón en ciudades como Bayona, Biarritz, Anglet, Boucau, Mouguerre, Urt, La Bastide-Clairence o Bidache. El gascón es dialecto del occitano de la franja norte de la región. Debido a ello, esta zona es considerada por los occitanistas como parte de Gascuña (el Païs Gascon).
En la costa, donde se encuentran las mayores ciudades vascofrancesas, la lengua predominante es el francés, por ejemplo, en la aglomeración Bayona-Anglet-Biarritz, el euskera lo habla un 10% de la población. Sin embargo, en el interior del País Vasco francés, donde se encuentra el entorno rural, el euskera es el idioma predominante, hablado por la mayoría de la población.

### Euskera
El euskera, continuum del aquitano (o protovasco) hablado en esta región desde antes del tiempo de los romanos, no tiene estatus oficial pero sí cierto reconocimiento, de modo que puede estudiarse en la escuela y ser utilizado como lengua secundaria por las instituciones de la zona.
Según la división actual realizada por Koldo Zuazo, dos son los dialectos hablados en el País Vasco francés: suletino (en euskera: zuberera) y el dialecto navarro-labortano (en euskera, nafar-lapurtera), cuyas delimitaciones no corresponden con las de las tres provincias vascas. Las hablas de Labort y la Baja Navarra forman un continuum lingüístico sin que pueda establecerse una frontera definida, el cual termina en la región de Amikuze o País de Mixe y la provincia de Sola, donde se encuentra un dialecto de gran cohesión y con rasgos muy definidos: el suletino. En opinión de Zuazo, esto puede deberse a que este territorio haya estado administrativamente separado de los otros dos, y que las diferencias en el habla hayan ido intensificándose por la falta de relación.
La tradición literaria en el País Vasco francés, y en especial en Labort, ha tenido una gran importancia en la historia de la lengua vasca. Los primeros escritores vascos a ese lado del Pirineo tomaron como base de su lengua literaria el habla de la costa labortana, concretamente del triángulo formado por las localidades de Ciboure, Sare y San Juan de Luz. La lengua ha evolucionado en el plano literario desde el labortano clásico usado por los escritores de la Escuela de Sara, al navarro-labortano literario, una especie de euskera unificado del País Vasco francés concretado en una gramática por Piarres Lafitte en la década de 1940. Este se considera uno de los predecesores del euskera batúa en muchos sentidos, y actualmente pervive como un subestándar del vasco unificado. Es decir, un euskera unificado con elementos léxicos y morfológicos genuinos de la región.
El navarro-labortano y el suletino tienen características en común que los diferencian de los demás dialectos vascos, como la pronunciación de la /h/ (perdida según Koldo Mitxelena hacia el siglo XIII en los territorios al sur de los Pirineos debido a la influencia del aragonés y extinta en la costa labortana hacia el siglo XIX según Louis Lucien Bonaparte), la diferenciación en el habla de los casos gramaticales Nor (absolutivo) y Nork (ergativo) y el uso de la raíz verbal *eradun frente al *edun utilizado en las hablas al otro lado del Bidasoa (deraut vs. diot). La Real Academia de la Lengua Vasca tomó muy en cuenta los cuatro siglos de tradición literaria de esta región a la hora de emprender el proyecto de unificación.
De acuerdo con la teoría de las ondas o gradientes, el suletino y el vizcaíno serían aquellos dialectos que por su ubicación geográfica habrían conservado mayor número de arcaísmos, pero a su vez habrían recibido mayor influencia de otras lenguas (Mitxelena). Es por ello que el dialecto suletino se considera innovador en cuanto a la fonología (influenciada principalmente por el gascón), pero conservador en el léxico y la morfología. El suletino cuenta con una tradición literaria escrita de gran importancia, pero si hay algo que cabe destacar es la oral, ya que baladas y canciones antiquísimas se han trasmitido de generación en generación hasta nuestros días, siendo rescatadas por los músicos y cantautores de la segunda mitad del siglo XX. El pueblo de Sola cuenta con una arraigada tradición de teatro popular, y las pastorales y mascaradas son reflejo de ello. Las obras son representadas por pueblos enteros, las cuales se convierten en un instrumento de reafirmación de la identidad suletina, que sufre un preocupante descenso demográfico.

### Reconocimiento del euskera y del gascón
Ni el euskera, ni ninguna de las otras lenguas regionales francesas, como el alsaciano, el bretón, el corso o el occitano, disponen de reconocimiento oficial en Francia. De acuerdo con el artículo segundo de la Constitución francesa, "la lengua de la República es el francés" y, a pesar de varios intentos de añadir al texto "con respeto a las lenguas regionales que forman parte de nuestro patrimonio" por parte de 44 diputados en el año 2006, la propuesta fue rechazada por 57 votos en contra y 44 a favor.
A pesar de ello existen rotulaciones bilingües o trilingües en el ámbito municipal y de tráfico.
A continuación, se cita un extracto del informe del "Observatorio de Derechos Lingüísticos de Euskal Herria":

En el Estado francés (provincias de Le Labourd, Basse Navarre y La Soule). Con la reforma constitucional de 1992 Francia declaró al francés la lengua de la República y, aunque la Constitución, en su artículo 2.1, proclama el principio de igualdad, sólo reconoce protección legal para el francés, dejando las demás lenguas de la República en el ámbito de la tolerancia. Otros textos legales que fortalecen este estatus del francés son la Ley 75-1349, de 31 de diciembre de 1975, y la que vino a sustituirla, la Ley 94-665, del 4 de agosto de 1994, llamada Ley Toubon, relative à l’emploi de la langue française. El artículo 21 de la Ley Toubon dice que lo establecido en esa ley se aplicará sin perjuicio de la normativa y legislación correspondiente a las lenguas regionales de Francia, y que dicha ley no va en contra del uso de esas lenguas. Pero ese artículo carece de eficacia en cuanto que no existe tal legislación o normativa sobre lenguas regionales de Francia. Para el reconocimiento de algún estatus jurídico del euskera sería necesario la modificación de la Constitución de la República. Los franceses vascohablantes no tienen, pues, ningún derecho lingüístico reconocido ni, por tanto, garantizado.
Observatorio de Derechos Lingüísticos de Euskal Herria

Desde 1994, las ikastolas están reconocidas como establecimientos educativos, con un modelo de asociación, aunque no reciben ningún tipo de ayuda estatal. Los profesores de las ikastolas están a cargo del Ministerio de Educación francés. En 2000, la federación vascofrancesa de ikastolas, Seaska, decidió terminar las negociaciones con la administración educativa francesa para integrar las ikastolas en el sistema público educativo francés, ya que consideraba que las condiciones puestas no garantizaban su modelo educativo. En la actualidad, las ikastolas son financiadas en gran parte por los mismos padres en un régimen de cooperativa y por las distintas actividades organizadas a favor del euskera, como el Herri Urrats (Paso Popular), a las que acuden vascohablantes tanto de España como de Francia para realizar una caminata solidaria. Gracias a la participación de particulares, empresas y colectividades, desde 1984 Herri Urrats, en colaboración con Seaska, ha permitido la apertura de 20 escuelas de enseñanza primaria, 3 colegios y un instituto de enseñanza secundaria.
En 2003 el Gobierno Vasco y los miembros del Departamento de Obras Públicas del País Vasco francés firmaron los protocolos que permitían la colaboración entre los distintos organismos e instituciones del euskera para fomentar una política lingüística a ambos lados de la frontera hispano-francesa; fruto de este acuerdo fue el nacimiento de la Institución Pública del Euskera (Euskararen Erakunde Publikoa) en el País Vasco francés.